# Edward Szczepanik
Edward Franciszek Szczepanik (Suwałki, 22 agosto 1915 – Worcestershire, 11 ottobre 2005) è stato un politico ed economista polacco, ultimo primo ministro del governo in esilio della Polonia.

## Biografia
Durante l'invasione della Polonia venne imprigionato prima in Lituania e successivamente in un gulag nella penisola di Kola.
In seguito alla firma del patto Sikorski-Mayski venne liberato e poté combattere al fianco degli Alleati nelle battaglie di Montecassino, Ancona e Bologna.
Nel 1945 ricevette la Croce dei valorosi e la Croce al merito militare del Regno d'Italia
Dopo la guerra andò in esilio a Londra dove fondò l'Istituto polacco per la ricerca nelle relazioni internazionali.
Dal 1963 al 1977 fu rappresentante polacco presso la Santa Sede (uno dei tre stati che continuò ad avere relazioni diplomatiche con il governo in esilio della Polonia).
Nel 1981 divenne ministro degli Esteri del governo polacco in esilio ed il 7 aprile 1981, in seguito alla morte di Kazimierz Sabbat, venne nominato primo ministro dal presidente Ryszard Kaczorowski.
Nel 1990, dopo la fine del regime comunista in Polonia, Szczepanik accettò l'invito del presidente del Senato polacco di trasferire a Varsavia una serie di insegne e bandiere della Polonia come segno di riconoscimento del nuovo governo democraticamente eletto guidato da Lech Wałęsa.